# Verbascum heterophlomos
Verbascum heterophlomos är en flenörtsväxtart som beskrevs av Adrien René Franchet. Verbascum heterophlomos ingår i släktet kungsljus, och familjen flenörtsväxter. Inga underarter finns listade i Catalogue of Life.